# Мост Верразано (роман)
«Мост Верразано» — советский научно-фантастический роман писателя Александра Мирера. В романе рассказывается об изобретении электромобиля, способного заменить автомобили с двигателями внутреннего сгорания, и о проблеме запуска подобного чуда техники в массовое производство в мире, в котором правит нефть.

## Сюжет
В США, в совсем недалеком будущем, ученый-инженер Берт Эйвон («Умник») изобретает аккумулятор с очень большим КПД («Я изобрел аккумулятор. Вес прим. 120 фунтов. Дает пробег авто ориент. 100 тыс. миль»), ставит его на специально собранный для этой цели электромобиль и приглашает главу американской корпорации «Дженерал Карз» Клемента Гилберта («Си-Джи») принять участие в запуске автомобиля в массовое производство. Однако герои быстро осознают, какой вызов автомобиль бросает миру, в котором всем правит нефть, какой это может вызвать крах промышленности и экономики («Он представил себе панику на мировых биржах, крах нефтяных компаний, нефтеперегонных заводов, крах чудовищной сети бензозаправок…»), но всё-таки решают попытаться.
Пока автомобиль тестируют и изучают, люди, чей бизнес строится на нефти, узнают об изобретении и пытаются препятствовать его массовому внедрению. В частности, взрывают цех с экспериментальным образцом, ведут охоту за изобретателем, который вынужден скрываться в Голландии, шантажируют Си-Джи и добиваются приостановки проекта.
Умник не сидит сложа руки и изобретает «машинку-невредимку» — устройство, способное создавать защитное поле вокруг объекта, и таким образом защищает себя и своих друзей от покушений на жизнь и здоровье. Благодаря своему изобретению он переживает покушения и вынужден сам убить одного из людей, которые боролись с его проектом.
Хотя Умник и его близкие остаются живы и здоровы, проект в ближайшем будущем больше продолжать никто не собирается. По идее автора, пока в мире правят деньги, полученные от реализации нефти, люди не способны отказаться от такого образа жизни даже ради высоких таких благородных идей, как чистая окружающая среда и здоровье своих детей.